# Случайная вакансия (телесериал)
«Случайная вакансия» (англ. The Casual Vacancy) — британский драматический мини-сериал, основанный на одноимённой книге Дж. К. Роулинг. Сценарий написан Сарой Фелпс, режиссёром выступил Джонни Кэмпбелл. Сериал является совместным производством британского канала BBC и американского HBO.

## Сюжет
В Пэгфорде, английском городке с мощёной рыночной площадью и древним монастырём, казалось бы, царит идиллия. Однако на самом деле город уже долгое время находится в состоянии войны: богатые конфликтуют с бедными, подростки — с родителями, жёны — с мужьями, учителя — с учениками.

## В ролях
- Рори Киннер в роли Барри Фэйрбразера[5]
- Майкл Гэмбон в роли Ховарда Моллисона[5]
- Джулия Маккензи в роли Ширли Моллисон[5]
- Руфус Джонс[англ.] в роли Майлза Моллисона[6]
- Кили Хоус в роли Саманты Моллисон[5]
- Эбигейл Лаури в роли Кристал Уидон[6]
- Кили Форсайт[англ.] в роли Терри Уидон[6]
- Саймон МакБёрни в роли Колина «Кабби» Уолла[5]
- Моника Долан в роли Тэсс Уолл[6]
- Ричард Гловер в роли Саймона Прайса[5]
- Мари Критчли в роли Рут Прайс[5]
- Мишель Остин в роли Кэй Боуден[6]

## Производство
О запуске телесериала было объявлено 3 декабря 2012 года. После двух лет без новостей, в апреле 2014 года начался кастинг на роли Эндрю, Стюарта (Пупса), Кристал и Пола. Съёмки началась 7 июля 2014 года в Юго-Западной Англии.